# Takumi Minamino
Takumi Minamino (Izumisano, Prefectura d'Osaka, Japó, 16 de gener de 1995) és un futbolista japonès que juga com a extrem a l'AS Monaco i des del 2015 amb la selecció del Japó.

## Palmarès
RB Salzburg
- 6 Lligues austríaques: 2014-15, 2015-16, 2016-17, 2017-18, 2018-19, 2019-20
- 4 Copes austríaques: 2014-15, 2015-16, 2016-17, 2018-19

Liverpool FC
- 1 Premier League: 2019-20
- 1 Copa de la Lliga anglesa: 2021-22

Selecció japonesa
- 1 Copa asiàtica sub-23: 2016